# Asphondylia florida
Asphondylia florida är en tvåvingeart som beskrevs av Ephraim Porter Felt 1908. Asphondylia florida ingår i släktet Asphondylia och familjen gallmyggor. Inga underarter finns listade i Catalogue of Life.